# Rhûnské války
Rhûnské války, nebo také Války Východňanů (Easterling wars) byly ve fiktivním světě J. R. R. Tolkiena sérií konfliktů mezi královstvím Gondoru a národy Seveřanů a zeměmi a národy z oblasti Rhûnu, východních zemí, a Seveřanů, kteří se podrobili Východňanům nebo s nimi spolupracovali (v expandovaném kánonu tzv. Mardumhesta). Tyto konflikty se zpočátku odehrávaly v oblasti Ithilienu a západního Dorrhûnenu (oblast jižního Rhovanionu která byla osídlena a ovládána Východňany), později se oblasti bojů přesunuji hlouběji do Dorrhûnenu a na sever do území Seveřanů Rhovanionu, a ke konci válek se bojovalo o Calenardhon a Údolí Anduiny. Gondorští zde vedli obrannou válku s případnou expanzí na východ kvůli zabezpečení centra království, Východňané útočili na západ s touhou po území a Seveřané o přežití jejich národů.

## Pozadí
Po pádu Saurona na konci Druhého věku byly země východu, jihu a jihovýchodu zbaveny jeho moci a vlivu, avšak loajalita Chandu vůči Sauronovi a podpora Saurona v některých zemích Rhûnu vytrvala. Důvodů náhlých útoků Východňanů v této době bylo několik. K těmto důvodům patřila jejich touha po územích ve Středozemi, jejíž počátky sahají až k dobám lidu Edain a Beleriandu, nenávist vůči Númenorejcům a Dúnadanům z Arnoru a Gondoru, a také touh po odplatě vůči Gondorským za jejich porážku během Války posledního spojenectví.

## První Rhûnská válka (490-550)
První válka začala v roce 490, když Východňané Rhûnu a Dorrhûnenu náhle napadli Gondor. Gondorští, kteří nebyli plně připraveni na válku, byli poraženi na hranicích Ithilienu, a úspěšní Východňané vpadli do Ithilienu, překročili deltu řeky Onodló a napadli Anorien a pustošili, plenili a způsobili mnoho smrti v severovýchodním Gondoru, zejména v severním Ithilienu. Když král Ostoher zestárnul, pověřil svého syna Tarostara, aby zahnal útočníky. Gondor se udržel a bránil své pozice u Minas Anoru, v Lossarnachu a středním Ithilienu až do roku 500, kdy Tarostar, později nazývaný Rómendacil I. „Východní vítěz“ opustil Osgiliath s armádou, rozdrtil Východňany v Ithilienu a zahnal jejich posily v Anorienu a ukončil tak dlouhé období násilí v regionu.
Vítězství Tarostara eliminovalo útočníky, ale ne permanentně. Armády Východňanů, které zaútočily na Gondor a byly poraženy Tarostarem, nebyly zničeny a naopak obnovovaly svou sílu v Dorrhûnenu, zatímco Rómendacil byl zaneprázdněn záležitostmi říše. Jedenačtyřicet let po své porážce Východňané obnovili své útoky na Gondorské hranice. Rómendacil proti nim opět vedl vojsko z Osgiliathu, avšak Východňané jeho armádu v Ithilienu očekávali a Rómendacil byl zabit v bitvě.
Nová invaze Východňanů na sebe nenechala dlouho čekat. Východňané okamžitě překročili hranice a vpadli do Ithilienu. Králem se stal Rómendacilův syn Turambar. Turambar, dychtivý pomstít smrt svého otce, shromáždil novou armádu a v roce 541 v překvapivém útoku přepadl Východňany a rozdrtil jejich armády, a Východňané se stáhli zpět do Dorrhûnenu.
Po svém vítězství nad nepřítelem Turambar nerozpustil své armády, a místo toho je vedl do Dorrhûnenu. Východňané Dorrhûnenu, zotavující se z jejich drtivé porážky, tuto invazi nečekali a jejich armády byly rozdrceny nebo se daly na útěk. Po devíti letech tažení proti Východňanům Dorrhûnenu a Rhûnské říši, která podporovala Saurona a vytáhla proti Gondorským, dobyly jeho armády pláně Dagorladu a hnědé země Berennyru v roce 550. Dobyté území se stalo provincií Gondoru, Východozemí (East-lands).

## Druhá Rhûnská válka (1018-1248)
V následujících staletích Východňané přestali, zatímco Gondor mohl volně rozšířit svůj vliv na jih a pokračovat ve válkách proti Haradským a Černým Númenorejcům.
Avšak útoky Východňanů neskončily, pouze změnily směr. Za hranicemi Gondoru na severu přišli do Rhovanionu takzvaní „vetřelci z východu“, pravděpodobně Východňané Thrumavuldu, regionu sousedícím se zeměmi Dolu, kteří obtěžovali Seveřany a Východňany z Dorwinionu, obsadili Velký zelený hvozd a prošli jím až do údolí Anduiny. Tyto pohyby se shodovaly s příchodem Stínu Dol Gulduru a útoky těchto Východňanů byly příčiny, které vyhnaly hobity z Kosatcovích polí na západ do Eriadoru kolem roku 1000. Východňané poté bojovali po boku Mardumhesty - chamtivích Seveřanů, kteří toužili po bohatství a podrobili se, nebo spolupracovali s Východňany proti knížectvím Rhovanionu (předchůdci království Rhovanionu) po dvě staletí, během nichž Seveřané Mardumhesty podnikali nájezdy proti Gondoru, které upoutali pozornost Gondorských králů, a ti poté zahájili diplomatické mise ke knížectvím Rhovanionu, mezi které patřilo knížectví Vidusbaurgu, kterému vládl např. Vidugavia, budoucí zakladatel království Rhovanionu.
Ve dnech krále Narmacila I. Východňané obnovili své útoky, dokonce se k nim přidaly i národy Mardumhesta. V roce 1248 vojsko Východňanů pochodovalo do zemí mezi Rhovanionem a Rhûnským mořem. Síly z Gondoru – za pomoci knížete Vidugavia a Seveřanů z Rhovanionu – je porazily a rozdrtily jejich síly západně a jižně od vnitrozemského moře Rhûnu. Gondorští poté společně s armádou nově založeného království Rhovanion pochodovali na východ a dobyli regiony Dorrhûnen a Almuglórindor (jihozápadní Rhûn), které byly následně připojeny do místní provincie Východozemí.

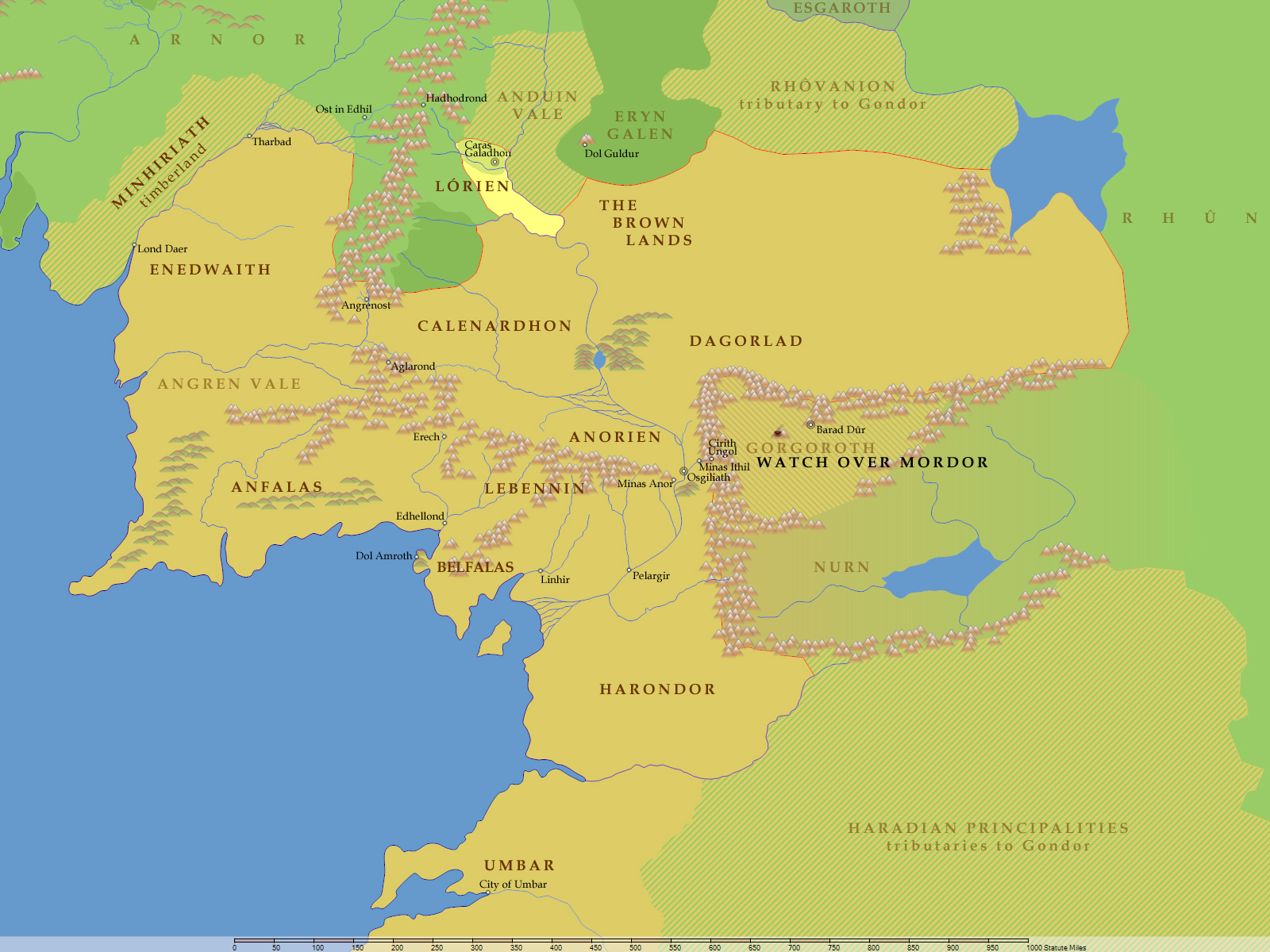
Gondor za svého největšího rozmachu, 1050 T.v.

Po této porážce Východňané na nějakou dobu zmizely z gondorských záznamů a Gondor se dočkal poklidných let, během kterých byl Gondor opět zaneprázdněn válkami na jihu s Haradskými, Černými Númenorejci, přeběhlými Temnými Dúnadany, Castamirovi stoupenci v exilu a nově vzniklými Korzáry z Umbaru.

## Třetí Rhûnská válka/Válka Vozatajů (1850-1944)
Na počátku 19. století Třetího věku se na východě objevila nová hrozba - Konfederace Vozatajů. Tato říše Východňanů v průběhu první poloviny 19. století vpadla na západ ze zemí Lótanu východně od Rhûnu a podmanila si mnohé země Západního Rhûnu, včetně země Balchothů a Rhûnské říše, které nedokázaly odolat náporu Vozatajů a nakonec podlehly. Roku 1850 padl Dorwinion a region Almuglórindor do rukou Vozatajů a vojska Vozatajů stála na hranicích Rhovanionu. Roku 1851 království Rhovanion bylo napadeno armádami Vozatajů, které zaútočily z Dorwinionu, a Rhovanion, stále oslabený morovou epidemií z roku 1636, která usmrtila téměř polovinu populace, nedokázal jejich nápor zastavit. Vozatajové postupovali hlouběji na západ a zmocnili se území podél řeky Celduiny na sever, než změnili směr útoků a postupovali směrem na jih. Z Almuglórindoru následně vpadla druhá armáda Vozatajů do Gondoru a vytlačila jeho síly z východního Dorrhûnenu. Marhari, nový král Rhovanionu, vyjel na pomoc Gondorské armádě na jihu vedené králem Narmacilem II. a spojené síly společně pochodovali proti Vozatajům, aby je zničili jednou provždy. V roce 1856 se Armáda Vozatajů a spojená vojska Gondoru a Rhovanionu střetla v bitvě na pláních a spojenci utrpěli katastrofální porážku. Král Gondoru, Narmacil II., byl zabit a Marhari zemřel v čele zadního voje. Gondor ztratil všechna území na východ od řeky Anduiny a byl zatlačen až do středního Ithilienu. Království Rhovanionu bylo ztraceno a jeho lidé, stejně jako lidé ze zemí které byly dříve dobyty Vozataji, byli zotročeni. Někteří Seveřané však utekli a Marhwini, syn král Marhariho, vedl jednu skupinu uprchlíků na západ skrz Temný hvozd, kde je mezi sebe na čas ukryli místní Lesníci, než se skupina dostala do údolí Anduiny.
Uprchlíci putovali, dokud nedosáhli země mezi východním břehem řeky Anduiny a západním okrajem Temného hvozdu. Nakonec se usadili podél řeky Anduiny na malém území naproti Kosatcovím polím a z uprchlíků se stali lidé Éothéodu, předkové mocných Rohanských jezdců.
O 43 let později Marhwini varoval Calimehtara, že Vozatajové, kteří se nedávno zmocnili území Celebrantu a jižní Anduiny, plánují invazi do Calenardhonu přes řeku Limlaith, která odděluje Calenardhon od Celebrantu, a také ho informoval, že zotročení Seveřané v Rhovanionu, zbytky armád Rhovanionu ukrytých v Temném hvozdu a dobrovolníci z řad Lesníků připravovali vzpouru proti Vozatajům. Calimehtar se rozhodl podpořit toto povstání a vyprovokoval Vozataje v Ithilienu k útoku. Vozatajové sestoupili se vší silou, kterou mohli postrádat, včetné druhé armády okupující Rhovanion, která vyjela směrem na jih proti Gondoru a v Rhovanionu nechala pouze malou posádku, a Calimehtar jim ustoupil a odlákal je z jejich domovů. V průběhu pochodu Vozatajů proti ustupujícímu Calimehtarovi vydal Marhwini signál Seveřanům a zotročení Seveřané, zbytky armád Rhovanionu a Lesníci zahájily Povstání Rhovanionu, zaútočili na posádku Vozatajů v Rhovanionu a jejich provizorní pevnosti a stanoviště a v překvapivích útocích zahubili každého Vozataje, který se jim dostal do rukou. Terčem útoků byly také kolony a provizorní osady Vozatajských osadníků, které se ocitly v místech útoků povstalců, a mnoho civilistů bylo společně velkým počtem vojáků Vozatajů zabito. Avšak povstálci, i přes jejich úspěchy v boji proti okupantům, nedokázali osvobodit Rhovanion, a byly eventuélně zahnáni do Temného hvozdu posilami Vozatajů z Dorwinionu. Na vrcholu bitvy se jezdci, které Calimehtar vyslal přes Celebrant (ponechali je nehlídané nepřítelem), spojili s velkým Éoredem (jízdní armáda) vedeným Marhwinim a společně uštědřili Vozatajům bolestnou porážku. Vozatajové se stáhli zpět na Východ, ztratili kontrolu v územích které dříve dobyli - severní Ithilien, východní Calenardhon a Celebrant, a pronásledováni Marhwiniho jezdci se stáhli do Dorrhûnenu a Rhovanionu. Vozatajové následně ztratili kontrolu nad severním Rhovanionem, ze kterého museli stáhnout všechny síly potřebné pro obnovení armád proti Gondoru, a Gondorští dobyli zpět území od delty řeky Onodló po pohoří Ephel Dúath.
Vozatajové, hnáni vztekem po jejich porážkách v Calenardhonu a Ithilienu, se toužili pomstít Gondoru za jejich porážky, srovnat jeho města se zemí a zotročit jeho obyvatele. Avšak kvůli předchozím porážkám a povstání v Rhovanionu nebyli schopni shromáždit dostatečně velkou armádu bez toho, aniž by přesunuli síly z posádek držících jejich provincie, protože nechtěli riskovat další povstání. A tak domluvili příměří s Chandským Chanátem a přemluvili je k dočasné alianci proti Gondoru. Poté vyslali posly do zemí Haradu se stejnou nabídkou a v Dorrhûnenu se připravovali na novou invazi. Na nabídku Vozatajů odpovědělo několik nejmenovaných zemí Blízkého Haradu, které do té doby s Gondorem (na rozdíl od svých sousedů) nebojovaly, a společně s Vozataji a Chandským Chanátem zformovali alianci a shromáždili armády proti Gondoru. Podle plánu Vozatajů měli spojenci utvořit tzv. „Taktiku kladiva a kovadliny“ - Vozatajové a Chanďané měli zaútočit z Dorrhûnenu do severního Ithilienu, Haradská vojska měla překročit řeku Poros a vpadnout do jižního Ithilienu a společně měly tyto armády za cíl zaútočit ze severu a jihu na Gondorské síly, zničit je, a společně poté prorazit na západ do centra Gondoru.
V roce 1944 dostali spojenci signál k útoku: nejprve Haradská vojska na jihu překročila řeku Poros a vpadla do Ithilienu, a o několik dní později přišla zpráva o invazi Vozatajů z východu (Chanďané v těchto zprávách nebyli zmiňováni, a tak je možné, že o nich Gondorští zatím nevěděli). Král Ondoher na invaze zareagoval tím, že svoji armádu rozdělil - na severní, větší armádu, které velel sám Ondoher, a jižní, menší armádu, které velel generál Ëarnil. Jižní armáda pochodovala na jih s plánem přepadnout a zahnat zpět Haradská vojska, aby pak jižní armáda mohla podpořit severní armádu proti Vozatajům, která pochodovala sever přes Ithilien a plánovala nasazení na pláni Dagorladu. Naneštěstí se Vozatajové a Chanďané pohybovali rychleji, než se očekávalo, rychle prošli podél pohoří Ered Lithui a v překvapivém útoku udeřili do čela Gondorské armády dříve, než byly připraveny jakékoli obranné pozice či formace. Válečné vozy Vozatajů a divocí jezdci Chandu rychle přemohli královu armádu, zabili krále Ondohera a jeho syna Artamira a vyvraždili armádu téměř do

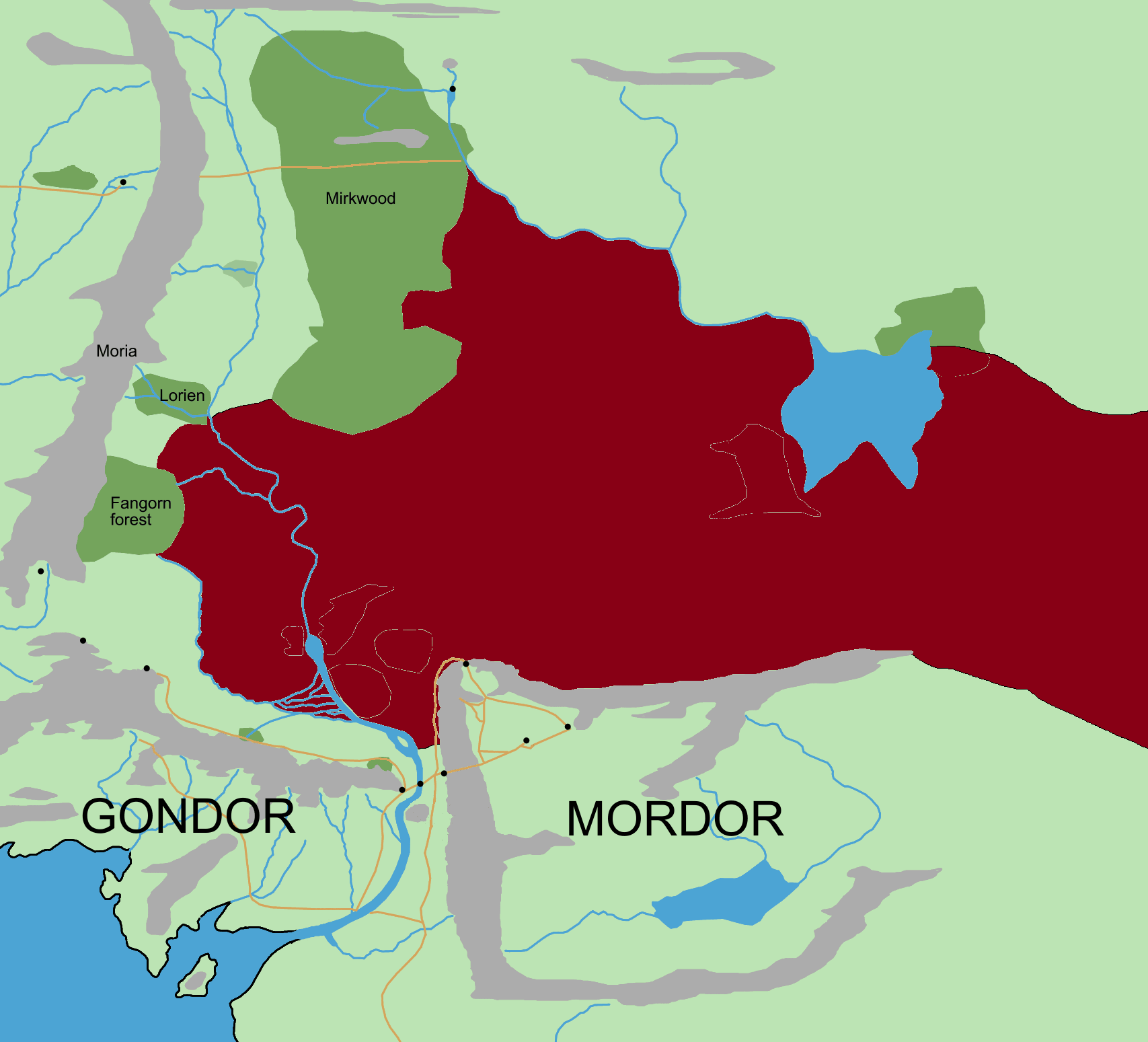
Konfederace Vozatajů na vrcholu moci krátce před vypuknutím Povstání Rhovanionu, 1899 T.v.

posledního muže při katastrofální bitvě na Morannonu, která byla od té doby známá jako „Pohroma na Morannonu“. Syn sestry krále Ondohera, Minohtar, se pokusil zastavit nápor Vozatajů a zachránit zbytky Ondoherovy armády. Během porážky přinesl vůdce Éothéodu Minohtarovi tělo Faramira, mladšího syna krále Ondohera, který se přestrojil, aby mohl bojovat po boku Éothéodu. Brzy byl zabit sám Minohtar, když se nepřítel hrnul do severního Ithilienu. Vozatajové a Chanďané byly tak moc překvapeni svým rychlým vítězstvím, až si nakonec mysleli, že Gondor padl a že už nemá žádnou sílu pro boj. Vozatajové a Chanďané se proto rozhodli oslavit své velké vítězství v jejich táboře poblíž Minas Ithilu a počkat na své spojence na jihu v domnění, že Haradská vojska prorážela Gondorskou obranou a že se při svém postupu opozdí.Náhlost jejich vítězství ale zároveň byla jejich zkázou. Aniž by o tom věděli, Eärnil rozdrtil Haradská vojska poblíž Emyn Arnenu a hnal se na sever, aby pomohl severní armádě. Při svém rychlém pochodu na sever narazil na dříve zmínění tábor spojenců, ve kterém spojenci se buď domnívali, že už doráží Haradská vojska, nebo netušili nic a pokračovali v hodu. Jeho útok na hodující spojence, později známý jako Bitva o tábor Vozatajů, spojené síly Vozatajů a Chanďanů porazil a zahnal je zpět do Dorrhûnenu. Tato porážka efektivně ukončila alianci Vozatajů, Chanďanů a Haradských - země Haradu které se účastnily této invaze se vrátily zpět na jih a jezdci Chandského chanátu odjeli zpět do Chandu a pokračovali v jejich válkách proti zemím Východňanů, Konfederace Vozatajů, která byla hlavní silou invaze a která tuto invazi vedla, utrpěla z aliance nejvíce. Vozatajové utrpěli těžké ztráty ve všech porážkách, ztratili velké množství vojáků, a jejich moc zkolabovala. Ztratili také kontrolu nad dobytými územími Rhovanionu, Dorwinionu a Údolí Anduiny, které vyklouzly z kontroly Vozatajů, a také ztratili vliv nad zotročenými vazaly a satelitními státy, které získaly svobodu na úkor Vozatajů. Hrozba Konfederace Vozatajů a její nadvláda nad zeměmi Rhûnu skončila a její zbývající síly se stáhly zpět na východ, a Gondor se dočkal míru, který trval 56 let.

## Čtvrtá Rhûnská válka/Válka s Balchothy (2500-2510)
Čtvrtá válka s Východňany bývá někdy spojená se třetí, kvůli Balchothům. Balchothové, národ sjednocených kmenů, které Vozatajové pokořili před jejich invazí do Rhovanionu, se zmocnili Dorrhûnenu a Rhovanionu a nahradili Konfederaci Vozatajů jako hlavní hrozba Gondoru.

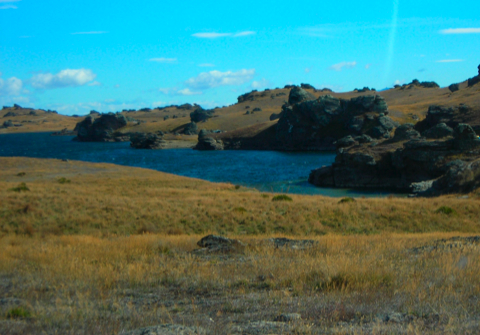
Calenardhon - provincie Gondoru, do které se stáhli uprchlíci Království Rhovanionu - lid Éothéodu, a ve kterém následně založili Jízdmarku.

Po převzetí titulu správce v roce 2489 byla jednou z hlavních starostí správce Ciriona hrozba invaze ze severu skrz Celebrant a Calenardhon, kde byly říční pevnosti podél Anduiny dlouho opuštěné. Rozmístil tam nemnoho vojáků a vyslal zvědy do oblasti mezi Temným hvozdem a Dagorladem. Cirionovi špehové objevili Balchothy, kteří neustále shromažďovaly své síly a podnikali útoky proti lidem z údolí Anduiny, a jejich síly prorazily hluboko do údolí až ke Kosatcovým polím. Po zimě roku 2509 přišly do Gondoru zprávy, že se podél jižního okraje Temného hvozdu shromažďují zástupy vojáků s plány na invazi do Gondoru. Cirion zoufale vyslal několik poslů do Éothéodu s žádostí o pomoc. Tito lidé byli dlouho přátelští ke Gondoru, ale během bojů mezi Východňany Dorrhûnenu a Seveřany z údolí Anduiny odešli na daleký sever poblíž zdrojů Anduiny. Bylo vybráno šest dobrovolníků, aby se pokusili o devět set padesát mil dlouhou cestu přes Calenardhon, přes Hlubiny a za stín Dol Gulduru, přes údolí Anduiny až do Framsburgu, hlavního města Éothéodu. Pouze jediný jezdec, Borondir, dorazil Framsburgu, a doručil svou zprávu pánovi Éothéodu, Eorlovi Mladému. Cirion věděl, že je mizivá šance, že jeho zpráva dorazí, a nevěděl, zda Éothéod odpoví, a tak se připravil, jak jen mohl, a shromáždil velkou armádu, kterou sám vedl proti hrozbě Balchothů, zatímco velení v Minas Tirith předal Hallasovi, svému synovi. Když však Cirion vedl své síly na sever, Balchothové už dávno překročil Anduinu na vorech, v Celebrantu přemohli obránce, a jejich průzkumné oddíly prorazily do východního Calenardhonu. Cirionova armáda tyto oddíly při postupu na sever zahnala, ale v polích Celebrantu byla odříznuta a zahnána na sever přes Limlaith. Pak přišel náhlý útok hordy skřetů sestupujících z Mlžných hor, což zatlačilo Cirionovy síly k Anduině. Naděje se postupně ztrácela, když se náhle ozvaly rohy Eorlových jezdců a osudy bitvy na polích Celebrantu se obrátily. Eorl Mladý a jeho jezdci smetli nepřítele a pronásledovali Balchothy přes pole Calenardhonu, a mnoho z nich během pronásledování pobili.

## Důsledky
Po velkém vítězství se Cirion od Eorla oddělil, ale požádal ho, aby se s ním znovu setkal za tři měsíce na břehu Meringského proudu. Když se znovu setkali, Cirion způsobil, že zarostlá cesta na Amon Anwaru byla uvolněna a oba muži se svými strážemi vystoupili na kopec.
Před dosažením vrcholu Cirion odhalil své předsevzetí nabídnout Eorlovi zemi Calenardhon pro něj a jeho lid, ve věčném spojenectví s Gondorem. Eorl přijal, jako uznání Cirionovy moudrosti a přátelství. Skupina pak pokračovala ve stoupání a na vrcholu Cirion odhalil hrobku Elendila. Před svědky (Cirionův syn Hallas, kníže Dol Amrothu a dva další rádci Gondoru) slíbil Cirion své pouto s Eorlem. Na oplátku Eorl přísahal Eorlův slib a stal se prvním králem Rohanu.